# Kotorosl'
Il Kotorosl' (in russo Ко́торосль?; chiamato anticamente Kotorost') è un fiume della Russia europea centrale, affluente di destra del Volga. Scorre nell'oblast' di Jaroslavl', nei rajon Rostovskij, Gavrilov-Jamskij, Jaroslavskij e nella città di Jaroslavl'.
Ha origine dalla confluenza dei due rami sorgentizi Ust'e e Vëksa; scorre poi con direzione mediamente nord-orientale, attraversando la parte sud della oblast' di Jaroslavl'; sfocia nel Volga a 2 632 km dalla foce, in corrispondenza del bacino di Gor'kij. I maggiori affluenti sono Lachost' dalla destra idrografica e Pachma dalla sinistra. Il fiume ha una lunghezza di 126 km (che salgono a 132 assieme alla Vëksa), l'area del suo bacino è di 6 370 km². Nella parte superiore, la larghezza è di circa 30 metri, in quella bassa raggiunge i 60 metri.
Lungo le sue sponde, presso la sua confluenza nel Volga, sorge l'importante città di Jaroslavl'; altri centri urbani importanti che sorgono lungo il suo corso sono Rostov e Gavrilov-Jam.